# Sumolawang
Sumolawang is een bestuurslaag in het regentschap Mojokerto van de provincie Oost-Java, Indonesië. Sumolawang telt 6895 inwoners (volkstelling 2010).